# 佐竹村
佐竹村（さたけむら）は茨城県久慈郡にかつて存在した村である。

## 地理
- 現在の常陸太田市の南部、旧常陸太田市の西部に位置する。
- 村域の阿武隈高地の一部に位置し、山がちな地形である。

## 歴史
村名はかつて存在した佐竹郷に由来する。

### 村域の変遷
- 1889年（明治22年）4月1日 - 町村制施行により、天神林村・稲木村・磯部村・谷河原村が合併し久慈郡佐竹村が発足。
- 1954年（昭和29年）7月15日 - 佐竹村は佐都村・誉田村・機初村・西小沢村・幸久村ととも太田町に編入され、消滅。
  - 同日太田町は市制施行・改称し常陸太田市になる。

変遷表
| 1868年 以前 | 1868年 以前 | 明治22年 4月1日 | 昭和29年 7月15日 | 現在       |
| ----------- | ----------- | --------------- | ---------------- | ---------- |
|             | 天神林村    | 佐竹村          | 太田町 に編入    | 常陸太田市 |
|             | 稲木村      | 佐竹村          | 太田町 に編入    | 常陸太田市 |
|             | 磯部村      | 佐竹村          | 太田町 に編入    | 常陸太田市 |
|             | 谷河原村    | 佐竹村          | 太田町 に編入    | 常陸太田市 |

## 人口・世帯

### 人口
総数 [単位： 人]
| 1891年（明治24年） | 2,676 |
| 1920年（大正 9年） | 2,777 |
| 1935年（昭和10年） | 2,849 |
| 1950年（昭和25年） | 3,623 |

### 世帯
総数 [単位： 世帯]
| 1920年（大正 9年） | 589 |
| 1935年（昭和10年） | 801 |
| 1950年（昭和25年） | 913 |

## 交通

### 鉄道
- 日本国有鉄道（ → 東日本旅客鉄道）
  - ■水郡線（常陸太田支線）
    - 谷河原駅